# Galeodes nigrichelis
Galeodes nigrichelis es una especie de arácnido  del orden Solifugae de la familia Galeodidae.

## Distribución geográfica
Se encuentra en Azerbaiyán.